# 宗州 (唐朝)
宗州，中国唐朝时设置的州。
唐高祖武德四年（621年）设置西宗州，隶属南宁总管府。唐太宗貞觀十一年（637年）改西宗州设置宗州，麟德元年（664年）改属姚州都督府。治所在宗居县（今云南省大理白族自治州祥云县云南驿镇）。下辖宗居县、河西县（今云南省祥云县普淜镇）、石塔县（今地不可考）。唐高宗永徽三年（652年）改为羁縻州。唐玄宗天宝九年（750年）入南诏后废。